# Grande Prêmio de Mônaco de 1995
Resultados do Grande Prêmio de Mônaco de Fórmula 1 realizado em Montecarlo em 28 de maio de 1995. Quinta etapa da temporada, foi vencido pelo alemão Michael Schumacher, da Benetton-Renault.

## Resumo
- Última corrida da Simtek, que fechou as portas por falta de dinheiro, pois a MTV, seu principal patrocinador, retirou o patrocínio.
- Última corrida de Domenico Schiattarella (não largou).

## Classificação da prova

### Treinos oficiais
| Pos.   | Nº | Piloto                   | Construtor         | Tempo Q1  | Tempo Q2  | Diferença |
| ------ | -- | ------------------------ | ------------------ | --------- | --------- | --------- |
| 1      | 5  | Damon Hill               | Williams-Renault   | 1:24.659  | 1:21.952  |           |
| 2      | 1  | Michael Schumacher       | Benetton-Renault   | 1:24.146  | 1:22.742  | + 0.790   |
| 3      | 6  | David Coulthard          | Williams-Renault   | 1:26.556  | 1:23.109  | + 1.157   |
| 4      | 28 | Gerhard Berger           | Ferrari            | 1:24.509  | 1:23.220  | + 1.268   |
| 5      | 27 | Jean Alesi               | Ferrari            | 1:23.754  | 1:24.023  | + 1.802   |
| 6      | 8  | Mika Häkkinen            | McLaren-Mercedes   | 1:24.831  | 1:23.857  | + 1.905   |
| 7      | 2  | Johnny Herbert           | Benetton-Renault   | 1:25.623  | 1:23.885  | + 1.933   |
| 8      | 25 | Martin Brundle           | Ligier-Mugen/Honda | 1:26.457  | 1:24.447  | + 2.495   |
| 9      | 15 | Eddie Irvine             | Jordan-Peugeot     | 1:26.447  | 1:24.857  | + 2.905   |
| 10     | 7  | Mark Blundell            | McLaren-Mercedes   | 1:26.017  | 1:24.933  | + 2.981   |
| 11     | 14 | Rubens Barrichello       | Jordan-Peugeot     | 1:26.787  | 1:25.081  | + 3.129   |
| 12     | 26 | Olivier Panis            | Ligier-Mugen/Honda | 1:26.579  | 1:25.125  | + 3.173   |
| 13     | 9  | Gianni Morbidelli        | Footwork-Hart      | 1:26.828  | 1:25.447  | + 3.495   |
| 14     | 30 | Heinz-Harald Frentzen    | Sauber-Ford        | 1:25.661  | Sem tempo | + 3.709   |
| 15     | 3  | Ukyo Katayama            | Tyrrell-Yamaha     | 1:28.439  | 1:25.808  | + 3.856   |
| 16     | 24 | Luca Badoer              | Minardi-Ford       | 1:27.615  | 1:25.969  | + 4.017   |
| 17     | 4  | Mika Salo                | Tyrrell-Yamaha     | 1:28.123  | 1:26.473  | + 4.521   |
| 18     | 23 | Pierluigi Martini        | Minardi-Ford       | 1:27.714  | 1:26.913  | + 4.961   |
| 19     | 29 | Jean-Christophe Boullion | Sauber-Ford        | 1:30.014  | 1:27.145  | + 5.193   |
| 20     | 11 | Domenico Schiattarella   | Simtek-Ford        | 1:29.439  | 1:28.337  | + 6.385   |
| 21     | 16 | Bertrand Gachot          | Pacific-Ford       | 13:33.570 | 1:29.039  | + 7.087   |
| 22     | 21 | Pedro Paulo Diniz        | Forti-Ford         | 1:34.963  | 1:29.244  | + 7.292   |
| 23     | 12 | Jos Verstappen           | Simtek-Ford        | 1:29.391  | 1:30.015  | + 7.439   |
| 24     | 22 | Roberto Moreno           | Forti-Ford         | 1:30.461  | 1:29.608  | + 7.656   |
| 25     | 17 | Andrea Montermini        | Pacific-Ford       | 1:30.149  | Sem tempo | + 8.197   |
| 26     | 10 | Taki Inoue               | Footwork-Hart      | 1:31.542  | Sem tempo | + 9.590   |
| Fonte: |    |                          |                    |           |           |           |

### Corrida
| Pos.   | Nº | Piloto                   | Construtor         | Voltas | Tempo/Diferença | Grid | Pontos     |
| ------ | -- | ------------------------ | ------------------ | ------ | --------------- | ---- | ---------- |
| 1      | 1  | Michael Schumacher       | Benetton-Renault   | 78     | 1:53:11.258     | 2    | 10         |
| 2      | 5  | Damon Hill               | Williams-Renault   | 78     | + 34.817        | 1    | 6          |
| 3      | 28 | Gerhard Berger           | Ferrari            | 78     | + 1:11.447      | 4    | 4          |
| 4      | 2  | Johnny Herbert           | Benetton-Renault   | 77     | + 1 volta       | 7    | 3          |
| 5      | 7  | Mark Blundell            | McLaren-Mercedes   | 77     | + 1 volta       | 10   | 2          |
| 6      | 30 | Heinz-Harald Frentzen    | Sauber-Ford        | 76     | + 2 voltas      | 14   | 1          |
| 7      | 23 | Pierluigi Martini        | Minardi-Ford       | 76     | + 2 voltas      | 18   |            |
| 8      | 29 | Jean-Christophe Boullion | Sauber-Ford        | 74     | Spun off        | 19   |            |
| 9      | 9  | Gianni Morbidelli        | Footwork-Hart      | 74     | + 4 voltas      | 13   |            |
| 10     | 21 | Pedro Paulo Diniz        | Forti-Ford         | 72     | + 6 voltas      | 22   |            |
| Ret    | 24 | Luca Badoer              | Minardi-Ford       | 68     | Suspensão       | 16   |            |
| Ret    | 26 | Olivier Panis            | Ligier-Mugen/Honda | 65     | Acidente        | 12   |            |
| Ret    | 4  | Mika Salo                | Tyrrell-Yamaha     | 63     | Câmbio          | 17   |            |
| Ret    | 14 | Rubens Barrichello       | Jordan-Peugeot     | 60     | Acelerador      | 11   |            |
| Ret    | 16 | Bertrand Gachot          | Pacific-Ford       | 42     | Câmbio          | 21   |            |
| Ret    | 27 | Jean Alesi               | Ferrari            | 41     | Acidente        | 5    |            |
| Ret    | 25 | Martin Brundle           | Ligier-Mugen/Honda | 40     | Spun off        | 8    |            |
| Ret    | 10 | Taki Inoue               | Footwork-Hart      | 27     | Gearbox         | 26   |            |
| Ret    | 3  | Ukyo Katayama            | Tyrrell-Yamaha     | 26     | Spun off        | 15   |            |
| DSQ    | 17 | Andrea Montermini        | Pacific-Ford       | 23     | Desclassificado | 25   | [ nota 2 ] |
| Ret    | 15 | Eddie Irvine             | Jordan-Peugeot     | 22     | Spun off        | 9    |            |
| Ret    | 6  | David Coulthard          | Williams-Renault   | 16     | Câmbio          | 3    |            |
| Ret    | 22 | Roberto Moreno           | Forti-Ford         | 9      | Freios          | 24   |            |
| Ret    | 8  | Mika Häkkinen            | McLaren-Mercedes   | 8      | Motor           | 6    |            |
| DNS    | 12 | Jos Verstappen           | Simtek-Ford        | 0      | Câmbio          | 23   | [ nota 3 ] |
| DNS    | 11 | Domenico Schiattarella   | Simtek-Ford        | 0      | Danificado      | 20   |            |
| Fonte: |    |                          |                    |        |                 |      |            |

## Tabela do campeonato após a corrida
| Pos. | Piloto             | Pontos |
| ---- | ------------------ | ------ |
| 1    | Michael Schumacher | 34     |
| 2    | Damon Hill         | 29     |
| 3    | Gerhard Berger     | 17     |
| 4    | Jean Alesi         | 14     |
| 5    | Johnny Herbert     | 12     |

| Pos. | Construtor       | Pontos |
| ---- | ---------------- | ------ |
| 1    | Benetton-Renault | 36     |
| 2    | Williams-Renault | 32     |
| 3    | Ferrari          | 31     |
| 4    | McLaren-Mercedes | 8      |
| 5    | Sauber-Ford      | 4      |

- Nota: Somente as primeiras cinco posições estão listadas.